# Franz Schneider Brakel
Franz Schneider Brakel, kortweg FSB, is een Duitse producent van deurkrukken en deurbeslag. De producten van FSB worden wereldwijd in 50 verschillende landen verkocht en het bedrijf telt circa 600 medewerkers.

## Oprichting
FSB werd in 1881 in Iserlohn in Sauerland opgericht door Franz Schneider als producent van meubelknoppen. In 1909 vertrok het bedrijf echter naar de heuvels van de rivier de Wezer, omdat Schneider in Brakel een leegstaande fabriek vond. Het nieuwe onderkomen resulteerde in de naam Franz Schneider Brakel.

## Deurkrukken
Na de Tweede Wereldoorlog ontstond een wederopbouw, wat resulteerde in een grote vraag naar deurkrukken. FSB verwisselde de productie van meubelknoppen voor de vervaardiging van deurkrukken. Hierdoor maakte FSB weliswaar groei door, maar de grote doorbraak kwam pas tussen 1953 en 1963 toen Johannes Potente een inmiddels bekende, industriële deurkruk ontwierp.
veel gebouwd werd in [Duitsland], ontstond een grote vraag naar deurkrukken. Door deze vraag maakte FSB een grote groei door, maar de echte doorbraak kwam pas tussen 1953 en 1963 toen Johannes Potente een inmiddels bekende deurkruk ontwierp. Dit ontwerp is momenteel te zien in het Museum of Modern Art in New York.

## Nieuwe koers
In de jaren ’80 kreeg FSB een nieuwe directeur, Jurgen Braun. Deze eigenzinnige directeur zorgde samen met ontwerper Otl Aicher voor een nieuwe koers binnen FSB. Braun stuitte in een boekenwinkel op een boek over handlezen en raakte gefascineerd door de hand. Samen met Aicher ontwikkelde hij een geheel nieuwe visie en huisstijl. Geïnspireerd door een deurkruk die filosoof Ludwig Wittgenstein speciaal voor zijn zus had ontworpen, ontwikkelden zij samen een nieuw logo voor FSB.
In 1985 vervolgens ging Aicher samen met ontwerper Johannes Potente de werkplaats van de FSB fabriek in en onderzocht alle deurkrukken van Potente op de grijpbaarheid van het voorwerp. Aicher nam de deurkrukken stuk voor stuk in zijn hand en schetste op een leeg blad papier een cirkel met daarbij de vermelding ‘duimgreep’. Vervolgens werden opnieuw alle deurkrukken onderzocht en kwam Aicher tot de conclusie dat, bij het vastpakken van een deurkruk, de menselijke hand zich spreidt waardoor de duim en wijsvinger als een soort tang dienen. Deze ‘wijsvingerkuil’ werd het tweede gebod. Vervolgens werden ook het grijpvolume en de palmsteun gedefinieerd. Uiteindelijk resulteerde dit experiment tot de vier geboden van het grijpen:
1. Duimgreep: De duim zoekt voortdurend een richting.
2. Wijsvingerkuil: De wijsvinger is zoiets als de navigator van de hand. Hij tast zoekend voort, en laat dan de andere vingers volgen. 
3. Palmsteun: De binnenkant van de hand is bol gevormd. Hij zoekt een steunpunt, om de kracht beter over te kunnen brengen. 
4. Grijpvolume: Een hand grijpt niet graag in de leegte. Een bepaalde maat en grijpvolume is voor hem een basisbehoefte.

## Boeken
In de jaren ’80 begon FSB met het uitgeven van een boek, dat de FSB Edition werd genoemd. In 1987 verscheen de eerste editie van dit boek, dat de filosofie van Otl Aicher verwoordde. Vervolgens werden zestien uitgaven over uiteenlopende, actuele onderwerpen gepubliceerd. In 2000 werd de laatste editie uitgegeven.

## Brons
In 2009 werd door FSB een deurkruk ontworpen die dankzij een speciale koperen legering in het bronzen materiaal kiemdodend is. Hierdoor is de deurkrukproducent toegelaten tot de International Copper Association. Deze kiemdodende deurkruk werd in 2010 voor het eerst in Nederland gebruikt in het oncologisch centrum van het Universitair Medisch Centrum Groningen.

## Ontwerpers
Verschillende ontwerpers hebben in het verleden deurkrukken voor FSB ontworpen.
- David Chipperfield
- Nicholas Grimshaw
- Christoph Ingenhoven
- Hans Kollhoff
- Christoph Mäckler
- Erik Magnussen
- Jasper Morrison
- Philippe Starck
- Hartmut Weise
- Alfredo Häberli